# Мейкон (Джорджія)
Мейкон (англ. Macon) — місто (англ. city) в США, єдиний населений пункт округу Бібб штату Джорджія. Населення — 91 351 осіб (2010).

## Географія
Мейкон розташований за координатами 32°49′51″ пн. ш. 83°38′56″ зх. д. / 32.83083° пн. ш. 83.64889° зх. д. (32.830953, -83.648918).  За даними Бюро перепису населення США в 2010 році місто мало площу 145,98 км², з яких 144,32 км² — суходіл та 1,67 км² — водойми.

### Клімат
Місто знаходиться у зоні, котра характеризується вологим субтропічним кліматом. Найтепліший місяць — липень із середньою температурою 27.7 °C (81.8 °F). Найхолодніший місяць — січень, із середньою температурою 7.9 °С (46.3 °F).
| Клімат Мейкона          | Клімат Мейкона | Клімат Мейкона | Клімат Мейкона | Клімат Мейкона | Клімат Мейкона | Клімат Мейкона | Клімат Мейкона | Клімат Мейкона | Клімат Мейкона | Клімат Мейкона | Клімат Мейкона | Клімат Мейкона | Клімат Мейкона |
| Показник                | Січ.           | Лют.           | Бер.           | Квіт.          | Трав.          | Черв.          | Лип.           | Серп.          | Вер.           | Жовт.          | Лист.          | Груд.          | Рік            |
| Абсолютний максимум, °C | 28,9           | 29,4           | 35             | 35,6           | 37,2           | 42,2           | 42,2           | 40,6           | 38,9           | 37,8           | 31,1           | 27,8           | 42,2           |
| Середній максимум, °C   | 14,3           | 16,7           | 20,8           | 24,9           | 29,2           | 32,4           | 33,7           | 33             | 30,1           | 25,2           | 20,4           | 15,3           | 24,7           |
| Середня температура, °C | 7,9            | 10             | 13,8           | 17,4           | 22,2           | 26,1           | 27,7           | 27,2           | 23,9           | 18,3           | 13,3           | 8,9            | 18,1           |
| Середній мінімум, °C    | 1,6            | 3,3            | 6,7            | 10,1           | 15,1           | 19,8           | 21,7           | 21,3           | 17,7           | 11,3           | 6,1            | 2,4            | 11,4           |
| Абсолютний мінімум, °C  | −21,1          | −12,8          | −10            | −2,2           | 4,4            | 7,8            | 12,2           | 12,8           | 1,7            | −3,3           | −12,2          | −15            | −21,1          |
| Норма опадів, мм        | 106.7          | 111.8          | 116.8          | 76.2           | 68.6           | 104.1          | 127            | 104.1          | 91.4           | 71.1           | 83.8           | 101.6          | 1160.8         |
| Днів з опадами          | 10,1           | 9              | 8,9            | 7,7            | 7,8            | 10,3           | 11,4           | 10,4           | 7,3            | 6,2            | 7,9            | 8,8            | 105,8          |
| Днів з дощем            | 11             | 10             | 10             | 7              | 9              | 10             | 13             | 11             | 8              | 6              | 7              | 9              | 110            |
| Днів зі снігом          | 0,3            | 0,2            | 0,1            | 0              | 0              | 0              | 0              | 0              | 0              | 0              | 0              | 0,1            | 0,7            |
| Вологість повітря, %    | 68.8           | 66.2           | 65             | 67.1           | 68.4           | 72.9           | 74.1           | 76.3           | 75.8           | 75.3           | 72.2           | 71.2           | 71.2           |
| ----------------------- | -------------- | -------------- | -------------- | -------------- | -------------- | -------------- | -------------- | -------------- | -------------- | -------------- | -------------- | -------------- | -------------- |
| Джерело: Weatherbase    |                |                |                |                |                |                |                |                |                |                |                |                |                |

## Демографія
Згідно з переписом 2010 року, у місті мешкала 91 351 особа в 35 603 домогосподарствах у складі 21 442 родин. Густота населення становила 626 осіб/км².  Було 42794 помешкання (293/км²).
Расовий склад населення:
| - 67,9 % — чорних або афроамериканців - 28,6 % — білих - 0,8 % — азіатів - 0,2 % — корінних американців - 0,1 % — вихідців з тихоокеанських островів - 1,1 % — осіб інших рас |

До двох чи більше рас належало 1,4 %. Частка іспаномовних становила 2,5 % від усіх жителів.
За віковим діапазоном населення розподілялося таким чином: 26,6 % — особи молодші 18 років, 61,0 % — особи у віці 18—64 років, 12,4 % — особи у віці 65 років та старші. Медіана віку мешканця становила 33,3 року. На 100 осіб жіночої статі у місті припадало 85,7 чоловіків;  на 100 жінок у віці від 18 років та старших — 79,4 чоловіків також старших 18 років.

## Відомі особистості
У місті народився:
- Чарльз Коберн (1877-1961) — американський актор театру та кіно
- Мелвін Дуглас (1901-1981) — американський актор кіно
- Девід Пердью (* 1949) — американський бізнесмен і політик.